# Дуобішке
Дуобішке (Duobiškė) — хутір у Литві, Расейняйський район, Немакщяйське староство, знаходиться за 2 км від села Немакщяй. 
2001 року в Дуобішке проживало 2 людей. Неподалік знаходяться хутори Арглайчяй та Ґейденай.

## Принагідно
- Мапіо

| Литва | Це незавершена стаття з географії Литви. Ви можете допомогти проєкту, виправивши або дописавши її. |